# Tiziano Cantatore
Tiziano Cantatore (Milano, 2 giugno 1952) è un cantautore e giornalista italiano.

## Biografia
Dopo numerose esperienze giovanili nei gruppi rock degli anni settanta, pubblica nel 1976 l'album Momenti di uomo. Nel 1978 dopo esce il secondo album È sparita l'Orsa Maggiore, dove Cantatore suona anche le chitarre assieme a Riccardo Zappa. Con questo lavoro inizia la collaborazione, per alcuni testi, con Tiziano Sclavi. Partecipa nello stesso anno alla rassegna di musica Verdi Circus Music Hall, svoltasi al teatro Verdi di Milano. Nel frattempo cambia casa discografica e si dedica all'elaborazione del concept album Menabò, dedicato al mondo della carta stampata: il disco, scritto in collaborazione con Tiziano Sclavi, non vede la luce. 
Ottenuto un contratto con la Panarecord, pubblica nel 1982 il 45 giri L'estate/Il mio domani, registrato in una sessione di studio con Riccardo Zappa. Tra la fine degli anni '70 e i primi anni '80,  svolge anche attività di paroliere, scrivendo canzoni per artisti come Luca Sardella (Viaggio americano/Niente per noi, Una storia pulita/Spazio libero), Giò Calizzi (Tu autostrada/Nord Europa), Doris Rota (Luna messicana/E dire t'amo), Kaliandro (Go Radio) e Lucio Aracri (Una notte americana). Nel 1990 cura la produzione di Lonely Days, album del cantautore comasco Paolo Pigni. 
Nel 2005 vengono ripubblicati in CD i due album Momenti di uomo ed È sparita l'Orsa Maggiore dalla Giallo Records. Dopo un lungo periodo di assenza, riprende l'attività musicale con l'album Di parole e di musica (2011), composto da dodici brani cantati in italiano, inglese e spagnolo. Il disco è registrato in Italia e masterizzato a Nashville. Contestualmente riprende anche i concerti live nei club e le apparizioni a festival dedicati alla musica di stampo americano, come il Buscadero Day e il Townes Van Zandt International Festival.
Nel Giugno 2023 pubblica “La Luna del Giorno Dopo” L’album presenta nove canzoni in parte originali e in parte  cover e traduzioni di grandi autori internazionali.
“Hello In There” di John Prine ; “I'll Be Here In The Morning” di Townes Van Zandt; “Nine Volt Heart” un  brano di Dave Alvin, tutti tradotti in italiano. Presente anche una cover dei Nomadi “La Devianza” misconosciuto brano del 1977 riarrangiato appositamente per questa occasione. Gli altri brani originali: “La luna del giorno dopo” che dà il titolo all’album; “La voce che manca” (in una versione elettrica e una  acustica); “El Amor Infinito”  e “Five dollars for my dreams”.
L’album è registrato in Italia e masterizzato negli Awaken Studios di Nashville, TN, USA. Pubblicato grazie al  supporto di un crowdfunding di Produzioni Dal Basso. Vede la partecipazione di Riccardo Zappa, una presenza stabile,  dal  1976, in ogni lavoro discografico pubblicato da Tiziano Cantatore. La partecipazione straordinaria invece di Fabrizio Poggi all’armonica.

## Attività editoriale
Nel 1972 lavora come grafico a La Domenica del Corriere e poi dal 1973 al 1987 nel Corriere dei Piccoli e Corriere dei ragazzi, dove cura tra l'altro una rubrica di musica e novità discografiche. Diventa giornalista nel 1979. Nel 1987 lascia il gruppo Rizzoli-Corriere della Sera e fonda con Maria Carmen Fornaroli la rivista Mototurismo, il piacere di andare in moto, pubblicazione nazionale di viaggi e turismo in motocicletta  che ha diretto fino al 2022. 
Nel 1991 fonda la rivista Scooter Magazine (la prima rivista in Italia dedicata esclusivamente agli scooter) che dirige fino al 1999. Dal 2007 al 2009 conduce la trasmissione televisiva Mototurismo Station sul canale Moto TV.

## Discografia

### Album in studio
- 1976 - Momenti di uomo (Eleven, EL 25116)
- 1978 - È sparita l'Orsa Maggiore (Eleven, ELC 25134)
- 2011 - Di parole e di musica (Capitani Coraggiosi Records)
- 2023  La Luna del Giorno Dopo (Capitani Coraggiosi Records CCR0005)

### 45 giri
- 1978 - G.I. Gruppo intellettuali & soci/Restare in collina (Eleven, EL 79)
- 1982 - L'estate/Il mio domani (F1 Team, P 626)

### Singoli
- 2021 - La voce che manca  (Capitani Coraggiosi Records ccr 0002- distrib. digitale Distrokid)
- 2021 - Hello In There (Ehi Ciao Hello) (Capitani Coraggiosi Records ccr 0003 - distrib. digitale Distrokid)
- 2022 - I'll Be Here In The Morning  (Capitani Coraggiosi Records ccr 0004 - distrib. digitale Distrokid)

## Opere letterarie
- Pensieri in moto, Clavilux Edizioni, 2005
- Europa in moto, Touring Editore, 2011
- Italia in moto, Touring Editore, 2012
- Aerosol & canzoni - Finché c'è musica mi tengo su, Clavilux Edizioni, 2020